# Adorazione Caprioli
L'Adorazione Caprioli è una scultura in marmo (60×200 cm) di Gasparo Cairano, databile al 1495-1500 e conservata nella chiesa di San Francesco d'Assisi a Brescia, come paliotto dell'altare maggiore.

## Storia
Il rilievo faceva parte del monumento funebre di Luigi Caprioli conservato nella cappella di famiglia all'interno della chiesa di San Giorgio a Brescia. Da Bernardino Faino, Francesco Paglia e altri studiosi sei-settecenteschi sappiamo che il rilievo era inserito entro un qualche apparato architettonico, al quale doveva appartenere anche una pala figurata, eseguita forse per mano dello stesso autore, della quale si sono perse le tracce. In particolare, il Faino scrive che la pala raffigurava una Madonna col Bambino tra i santi Giuseppe e Caterina. Dell'originale apparato architettonico rimane solamente una cornice che fa da stipite esterno al fornice della cappella, con decorazioni molto raffinate. Un'annotazione a penna, resa nota da Vito Zani nel 2010, su una copia della guida di Brescia di Alessandro Sala del 1834, appartenuta prima a Stefano Fenaroli e poi a Paolo Guerrini, autori di questa e altre annotazioni sullo stesso volume, dà notizia di alcuni passaggi di proprietà dell'opera, dicendo testualmente:
(BQ, P. VII. 35, foglio rilegato accanto alla p. 104.)
Dato che la responsabilità della prima vendita del rilievo è da attribuire a un "certo Rettore", bisogna credere che lo smembramento dell'apparato avvenne prima dell'indemaniamento della chiesa, avvenuto nel 1805. La stessa iscrizione, tra l'altro, era già stata riportata per la prima volta da Sebastiano Aragonese in un codice della seconda metà del XVI secolo e in seguito trasmessa da altre fonti successive, principalmente repertori di epigrafi bresciane. Anche di questa lapide, comunque, si sono perse le tracce, sebbene in un manoscritto del 1880 circa ancora si parli di una "lapide spezzata esistente nella corticella adiacente all'abitazione del R.do Vicario" di San Giorgio.
Il rilievo, prima di approdare nella collocazione definitiva, entra anche nella collezione dell'erudito Paolo Brognoli, che ha modo di confrontarlo criticamente con l'arca di sant'Apollonio, come spiegato successivamente. L'opera perviene infine in San Francesco nel 1841 per essere impiegata come paliotto dell'altare maggiore, nell'ambito delle ricostruzioni in chiave neoclassica operate da Rodolfo Vantini nello stesso periodo.

## Descrizione
Il rilievo raffigura, a bassorilievo su un blocco monolitico, una adorazione dei pastori organizzata su tre settori: nel centrale sta avvenendo l'adorazione vera e propria, nel riquadro destro alcuni angeli sono in atteggiamento di preghiera, mentre nel riquadro sinistro sono collocate altre figure. La suddivisione in settori avviene per mezzo di colonne libere variamente composte e decorate, tipiche del Rinascimento bresciano in campo scultoreo e molto simili a quelle del mausoleo Martinengo, il tutto inquadrato alle due estremità da due pilastri quadrangolari decorati con motivi geometrici e candelabre.
Sullo sfondo delle figure sono disposte architetture classiche architravate o ad arco, raffigurate in prospettiva centrale e spesso fortemente scorciate, per esempio il colonnato sulla sinistra dai cui pilastri sporgono, in secondo piano, il bue e l'asino e un'altra figura umana posta su un piano ancora più distante. Il rilievo, in generale, ha carattere molto narrativo, semplice e immediato, e tuttavia molto ricco di dettagli, anche sulle singole figure che presentano una lavorazione notevolmente curata e raffinata.

## Stile
Nel 1826 Paolo Brognoli, erudito in campo artistico e collezionista, pubblica la prima guida ottocentesca di Brescia. Per la corretta attribuzione e datazione delle opere trattate, lo studioso procede a una serie di ricerche archivistiche, che lo portano per la prima volta a elaborare precise considerazioni stilistiche su quanto osservato. Per l'arca di sant'Apollonio, in particolare, conduce un'accurata ricerca nell'archivio comunale, che gli permette di ricostruire parzialmente le circostanze della commissione, tuttavia non riesce a trovare "il contratto collo scultore che ha lavorato quest'arca [...], interessandomi ciò in particolare per aver io pure nelle mie stanze un monumento dello stesso scalpello stato lavorato nel 1494", "coll'iscrizione che ricordava la memoria di Luigi Caprioli". Il Brognoli sta parlando nientemeno, come già accennato precedentemente, che dell'Adorazione Caprioli, per la prima volta in assoluto collegata scientemente a un'altra opera del Cairano, senza basarsi su precedenti fonti letterarie, bensì su considerazioni esclusivamente stilistiche. Del tutto ignaro delle vicende storiche precedenti del pezzo, anche il Meyer, nel 1840, formula le stesse considerazioni. In seguito, la critica artistica mantiene costante un inquadramento nell'ambito di Giovanni Antonio Amadeo, assegnandola a un suo seguace o anche al Tamagnino e in periodi diversi dalla fine del XV secolo agli inizi del secolo successivo.
Nel 2008, Vito Zani propone di assegnare il rilievo al catalogo di Gasparo Cairano sulla base delle strette analogie, già individuate dalla precedente critica, con l'arca di sant'Apollonio, ipotesi ribadita nella monografia sullo scultore pubblicata nel 2010 e nuovamente ripresa nel 2011 nell'estesa monografia sulla storia della scultura bresciana a cura di Valerio Terraroli. L'Adorazione Caprioli, in tal senso, viene quindi riconosciuta come "il massimo esempio narrativo della scultura bresciana del Rinascimento" e collocata necessariamente tra i capolavori dell'artista. In questo elaborato rilievo, Gasparo Cairano rimanda direttamente ai riquadri oblunghi osservabili alle basi del portale della Certosa di Pavia, realizzati dall'Amadeo e da Benedetto Briosco tra il 1492 e il 1501. Egli, oltretutto, mette in atto una sprezzante maestria tecnica, non soltanto nelle precisissime prospettive dei riquadri ma anche nella scelta del blocco monolitico, di fatto non strettamente necessario per un lavoro di questo tipo.
Nel volto di Maria fa inoltre la prima comparsa una tipologia femminile poi lungamente reiterata nella produzione dello scultore e certo meno meditata delle figure maschili, con le quali il Cairano avrà presto modo di rapportarsi nel ciclo di Cesari. Queste considerazioni, pertanto, portano a datare il rilievo dell'Adorazione all'ultimo quinquennio del XV secolo. Il monumento Caprioli, stando ovviamente alle conoscenze attuali sui manufatti pervenuti, rappresenta la prima, grande impresa privata di Gasparo Cairano, uscente o ancora per poco impegnato nel suo cantiere d'esordio della chiesa di Santa Maria dei Miracoli e già al servizio di illustri e autorevoli personalità della Brescia del tempo quale, appunto, era Luigi Caprioli.